# Leucoloma zeyheri
Leucoloma zeyheri är en bladmossart som beskrevs av Georg Friedrich von Jaeger 1872. Leucoloma zeyheri ingår i släktet Leucoloma och familjen Dicranaceae. Inga underarter finns listade i Catalogue of Life.